# Valgoides
Valgoides är ett släkte av skalbaggar. Valgoides ingår i familjen Cetoniidae.
Kladogram enligt Catalogue of Life:
| Valgoides | \| \| Valgoides albolineatus \| \| \| \| \| \| Valgoides perrieri \| \| \| \| |
|           | \| \| Valgoides albolineatus \| \| \| \| \| \| Valgoides perrieri \| \| \| \| |
|           | Valgoides albolineatus                                                        |
|           |                                                                               |
|           | Valgoides perrieri                                                            |
|           |                                                                               |